# 마사다
마사다(히브리어 מצדה, , 요새라는 뜻)는 이스라엘 남부, 유대 사막 동쪽에 우뚝솟은 거대한 바위 절벽에 자리잡은 고대의 왕궁이자 요새를 말한다.
73년 제1차 유대-로마 전쟁 당시 끝까지 로마군에 항거하던 유대인 저항군이 로마군의 공격에 패배가 임박하자 포로가 되지 않기 위해 전원 자살한 것으로 유명하다. 현재 유네스코가 지정한 세계문화유산 중에 하나이며 유명한 관광지가 되었다.

## 개요
사해 서쪽해안에 위치한 천혜의 절벽요새이다. 높이 400m, 정상은 길이 600m, 폭 250m의 평지를 이루고 있다. 마사다는 헤롯왕의 요새인 동시에 유대인들이 로마에 항거했던 유대 전쟁 최후의 비극적 격전지로 유명하다. 1963 ∼1965년 고고학자 이갈 야딘 교수의 발굴작업으로 그 실체가 알려지게 되었다.
서기 70년 로마제국의 티투스 장군이 예루살렘을 공격해오자, 유대인 지도자 엘리아젤 벤 야이르가 이끄는 유대인 열심당원(Zealot 또는 Kanai)들 약 960명이 마사다 요새로 피신하여 로마에 대한 저항운동을 계속하였다. 그러자 로마군단은 마사다의 험난한 지형 때문에 쉽게 정벌하지 못하고 장장 3년 동안이나 공격을 계속해 오던 끝에 엄청난 토담을 쌓아 마사다 요새에 접근한다.
이로써 마사다의 수비벽이 무너지고 로마군단의 진격이 확실시되자 지도자 벤야이르는 로마군에 잡혀서 온갖 수모를 겪느니 차리리 자유인으로서 영광되게 죽기를 결심한다. 각 가족의 가장들은 사랑하는 아내와 자식들을 직접 칼로 찔러 죽인 다음 모든 남자들이 한 자리에 모여 열 명을 추첨하고 그들이 나머지 사람들을 죽이고 다시 한 명을 뽑아 아홉 명을 죽인 후 그도 최후로 자결하였는데, 요새푸스의 유대전쟁사에 의하면 노파 1명, 어린이 5명, 엘리아젤 벤 야이르의 친척 노인 1명 등 모두 7명이 생존하여 이 이야기가 전해졌다고 한다.
3년 동안 한맺힌 포위작전에 대한 영광의 대가를 바랐던 로마군은 960구의 시체 앞에서 망연자실했으며 그 비극적인 전설같은 사실이 오늘날까지 전승화되고 있어 이스라엘인들의 불멸의 성지가 되었다. 마사다는 현재 이스라엘 장병들의 선서식장으로 활용되기도 한다.

## 역사

### 헤로데 대왕의 건설
1세기의 유대인 역사가 요세푸스에 따르면 마사다는 기원전 37년부터 31년 사이에 로마제국의 괴뢰정권인 헤로데 대왕이 악정으로 인해 자기에 대항한 반란이 일어날 것에 대비하여 피난 요새이자 왕궁으로 세웠다고 한다. 그러나 요새로 지어진 것은 하스모니안 왕가의 얀나이우스가 먼저이며 이후 헤롯 대왕의 뛰어난 건축술로 다시 증축한 것이다.수천 명이 몇 년간 충분히 먹을 수 있을 정도 분량의 식량을 쌓을 수 있는 식량창고도 만들었다.

### 유대독립전쟁
66년 제1차 유대-로마 전쟁이 발발하였다. 일단의 유대인 저항군이 주둔하고 있던 로마수비대를 몰아내고 이 요새를 차지했으며 당시의 지도자는 에리아자르 벤 야이르였다고 한다. 70년 예루살렘이 함락되자, 예루살렘에서 쫓겨난 다른 유대인들과 그 가족이 마사다로 피난해서 합류했으며 2년 동안 이곳을 근거지로 삼고 로마군과 자신의 뜻을 따르지 않은 다른 유대인을 공격했다.

### 로마군의 진압
72년 플라비우스 실바장군이 이끄는 로마 제10군단이 마사다로 진격했다. 여러차례 요새를 공격했으나 성벽은 무너지지 않았고, 이에 로마군은 서쪽의 고원과 같은 높이의 거대한 성채를 쌓아올려 공성을 준비했다. 요세푸스는 그가 기록한 다른 전투와는 달리 이 전투에서 유대 저항군의 반격을 기록하지 않았는데 이는 당시 마사다의 저항군이 로마군에 대항할 전력이 없었기 때문으로 보고 있다. 하지만, 다른 역사학자들은 로마군이 성채를 쌓을 때 같은 열심당인 유대인 노예를 이용했기 때문에 민족주의성향이 다분한 열심당원이 차마 동족을 죽일 수 없었다고 보고 있다.

### 자살로써 저항하다
73년 드디어 공성을 위한 성채가 마련되자 로마군은 공성기를 이용해 성벽일부를 깨뜨리고 요새로 진격해 들어갔다. 그러나 식량창고를 제외한 요새안의 모든 건물이 방화로 불에 탔고 엄청난 수의 자살한 시체들만 즐비했다. 유대인 율법은 유대인의 자살을 엄격히 금지하고 있었기에 유대인들은 제비를 뽑아 서로를 죽였으며, 최후에 2인이 남자 한 명이 죽이고 남은 한 명은 자살했다고 한다. 다른 건물을 모두 불에 태우면서도 식량창고만은 남긴 것은 최후까지 자신들이 노예가 되지 않으려고 자살한 것이지, 식량이 없거나 죽을 수밖에 없어서 자살한 것이 아니라는 것을 보여주기 위한 목적이었다.
마사다에서 살아남은 것은 여자 두 명과 다섯 명의 아이들뿐이며. 로마군은 유대인들의 정신력에 겁을 먹고 그들을 죽이지 않았다고 한다.

## 오늘날의 마사다
마사다는 1842년 그 존재가 알려졌고, 1963년부터 1965년까지 이스라엘 고고학자들에 의해 광범위하게 발굴되었다. 거의 2,000년 동안 이 요새가 사람의 손에 닿지 않았던 것은 그만큼 이 곳으로 올라가는 길이 험난하고 어렵기 때문이다. 지금은 관광객의 트래핑을 위한 샛길이 나 있으며 따로 케이블카도 설치되었다.
헤로데 대왕의 두 개의 궁전과 빗물을 저장했던 거대한 수조, 로마식 목욕탕과 유대 반란군의 막사, 창고 등이 발굴되어 복원 되어있고 로마군이 요새를 둘러서 쌓았던 성채와 그 외곽에 로마군 막사의 유적도 발굴되어 있다.
이스라엘 국방군 장관이었던 모세 다이안은 이곳의 고대 전쟁사를 이스라엘 국방군의 상징으로 보고 신병훈련을 마사다에서 끝마치게 했다. 부대에서 이곳까지 명예스러운 행진을 하며 밤에 이곳을 올라 "다시는 마사다가 함락되게 하지 않는다!"는 맹세를 하는 의식을 한다.
2001년 유네스코는 이곳을 세계문화유산으로 지정했다.

마사다 - Masada - מצדה
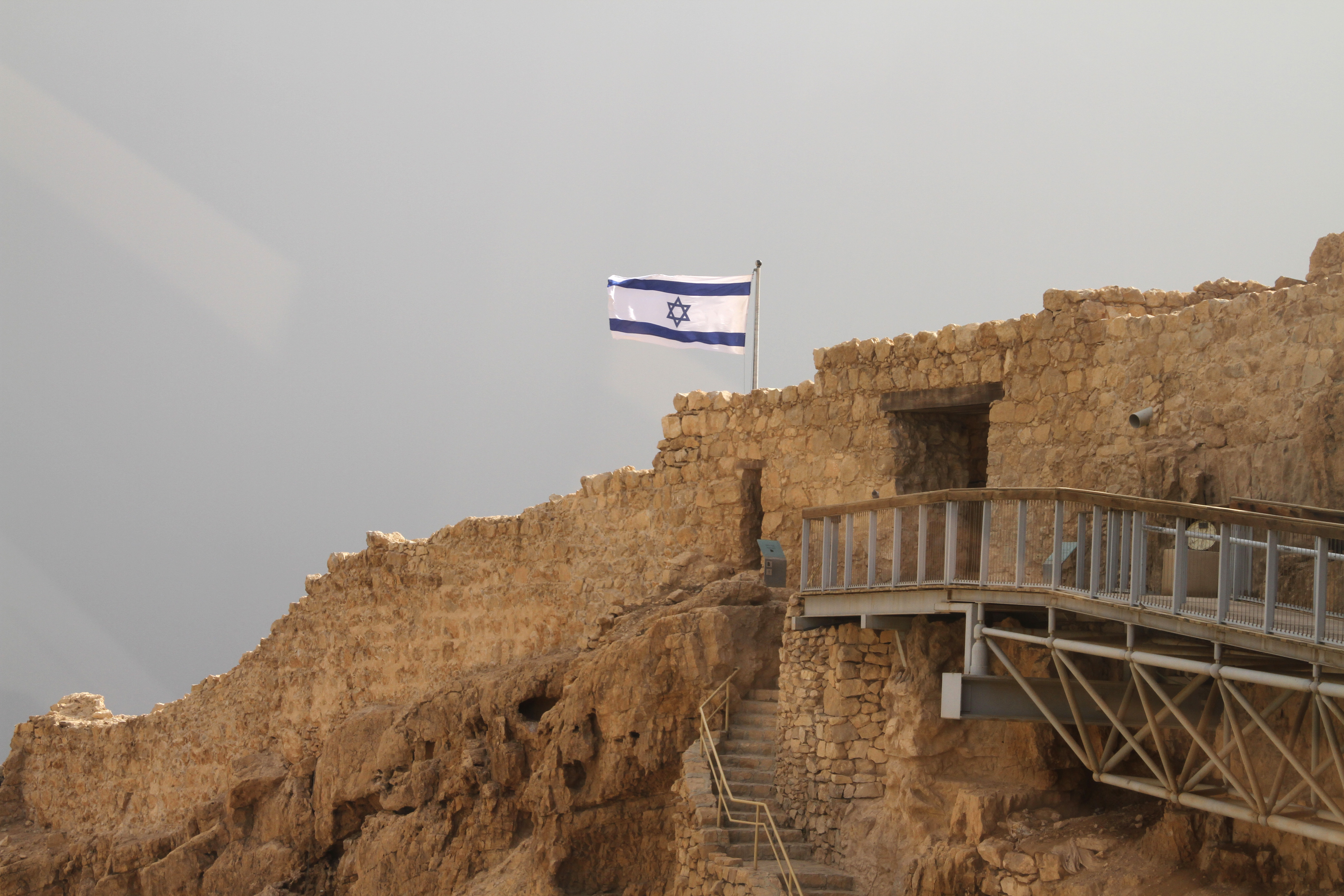
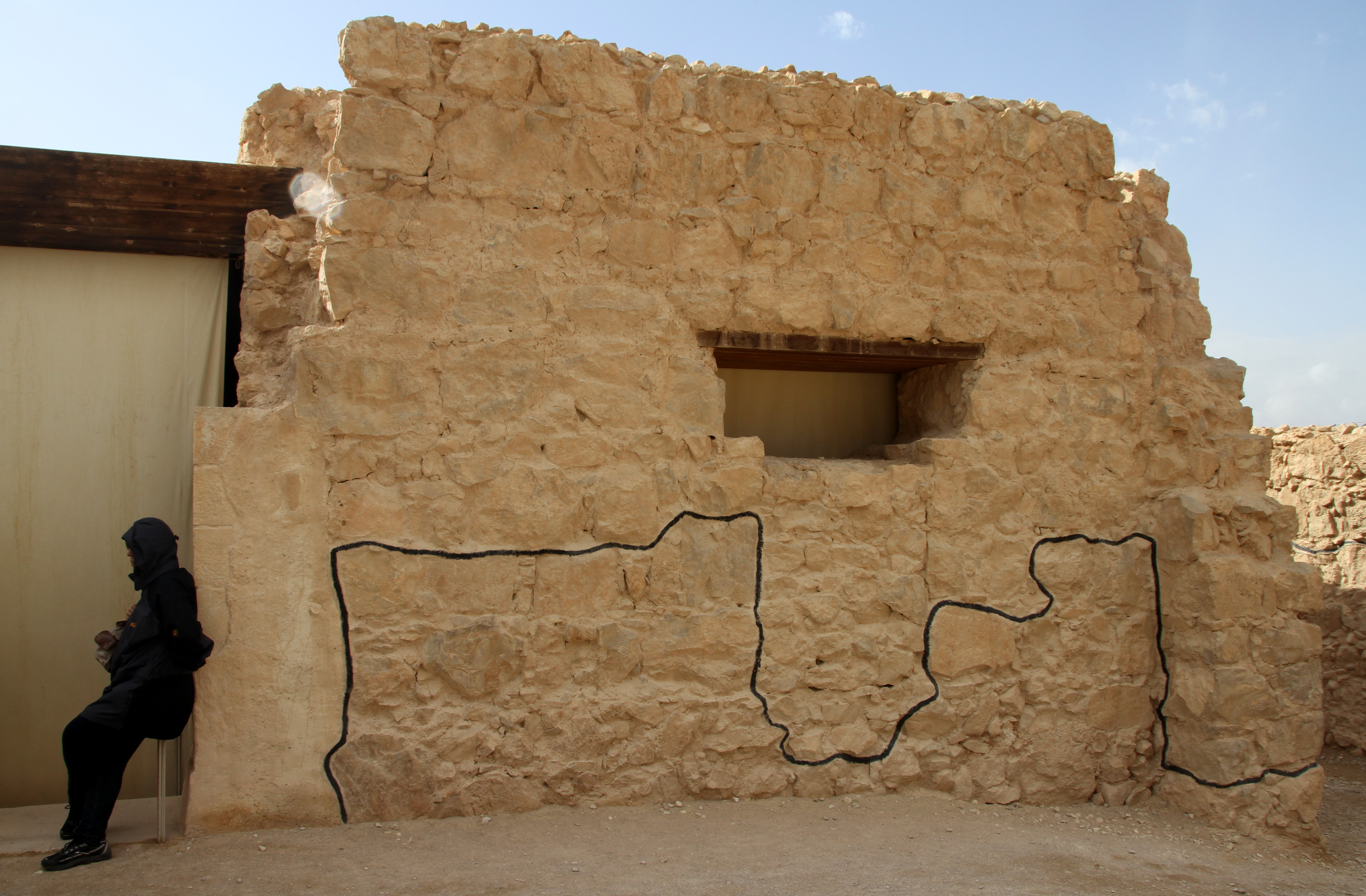
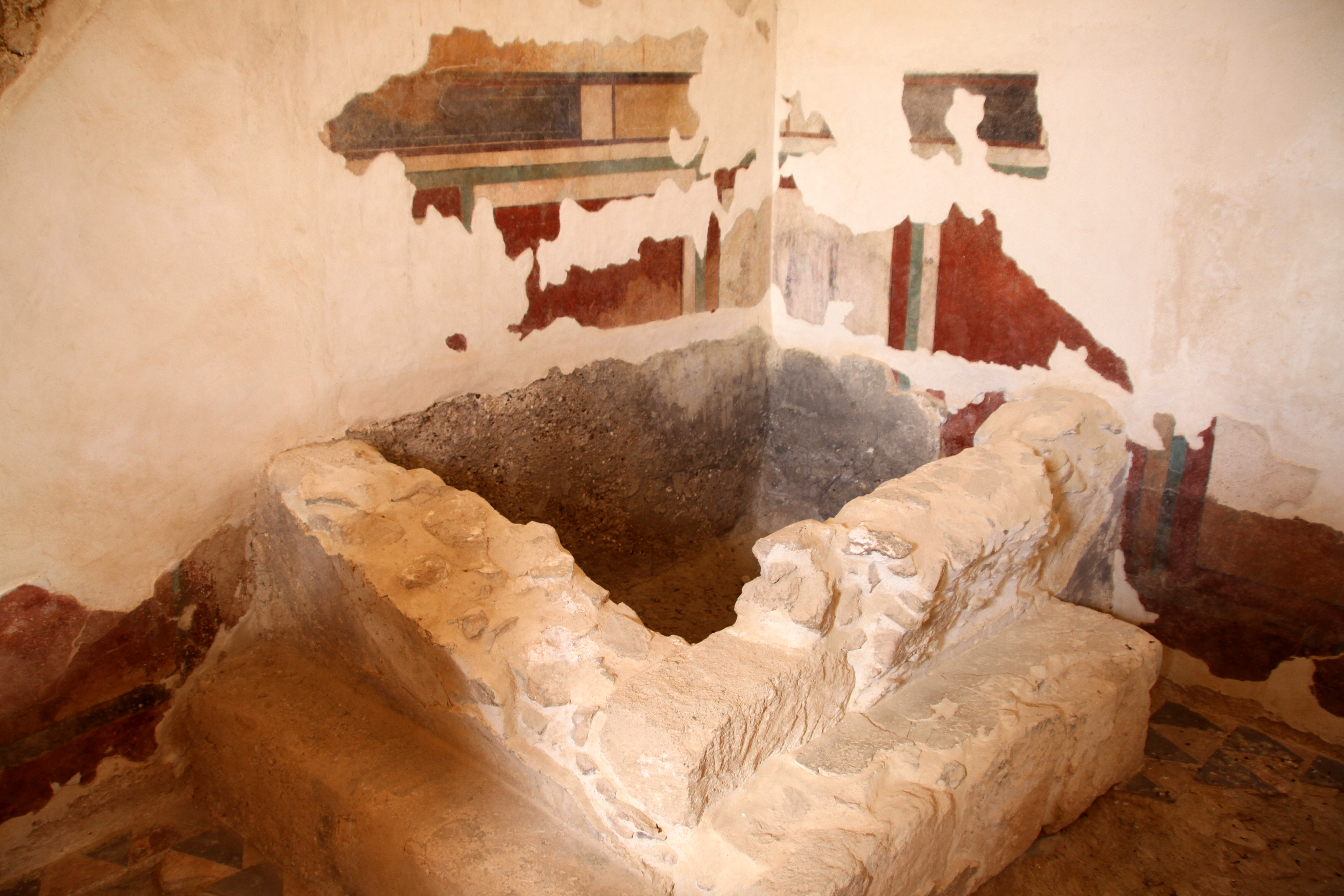
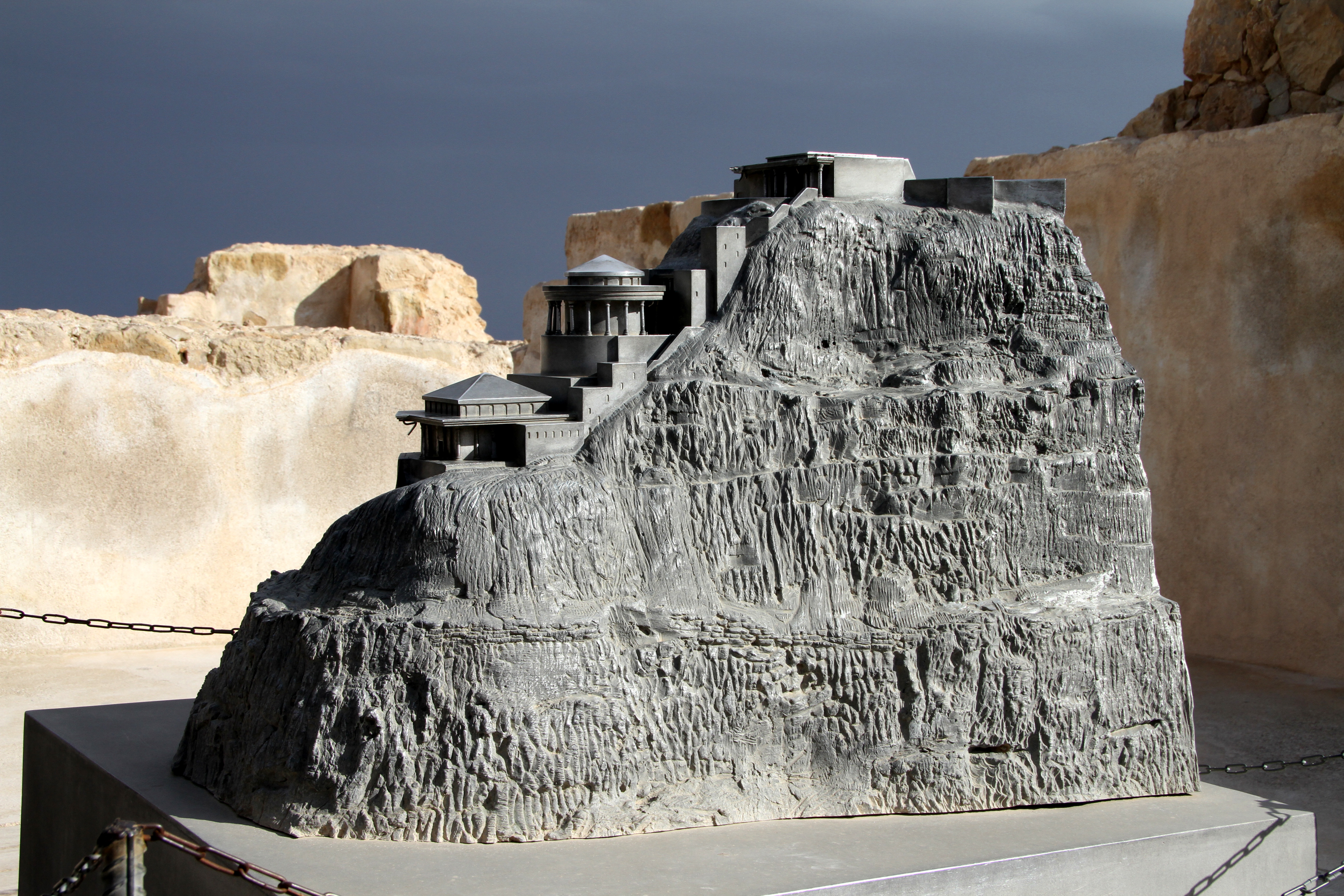
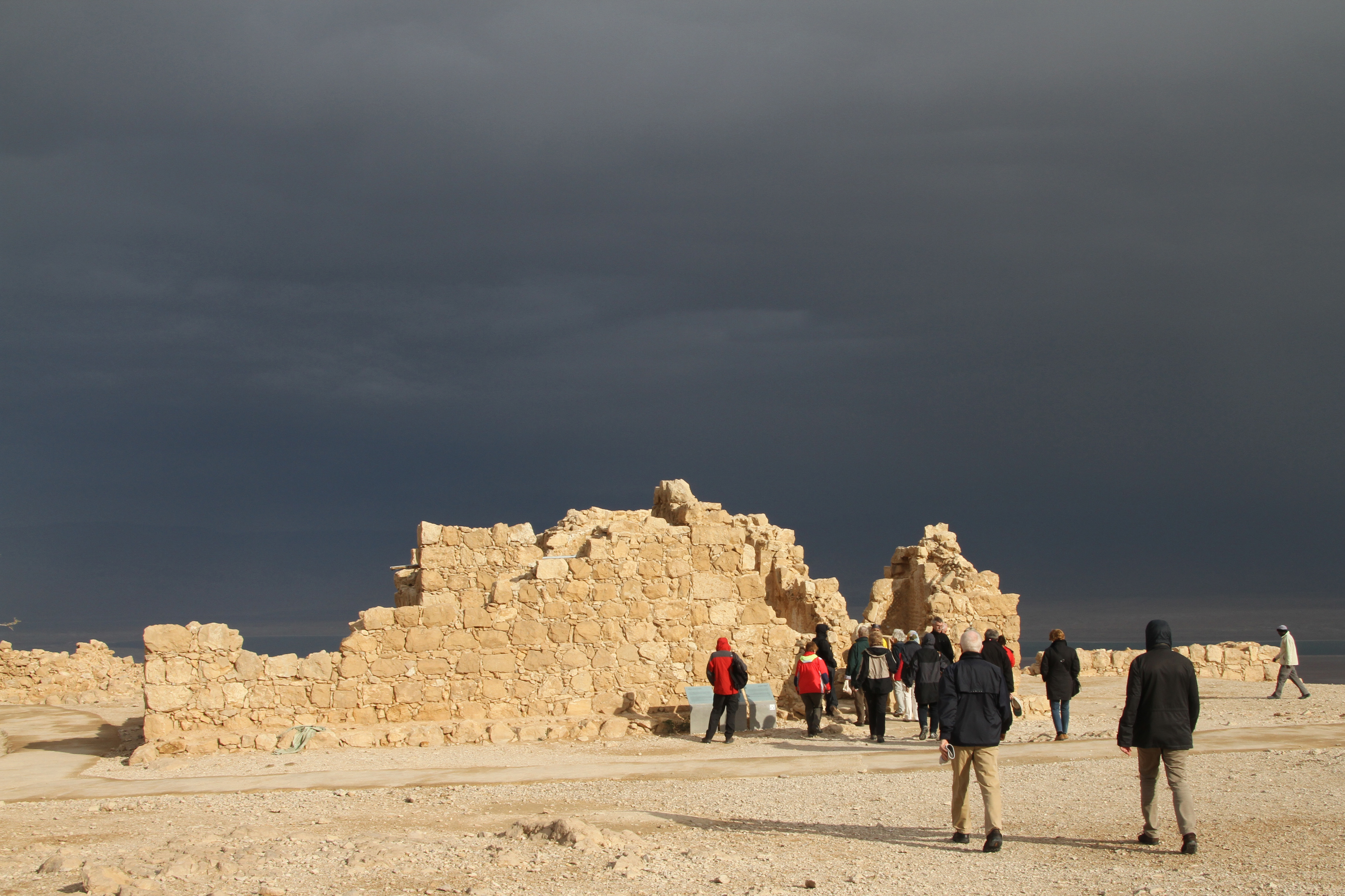
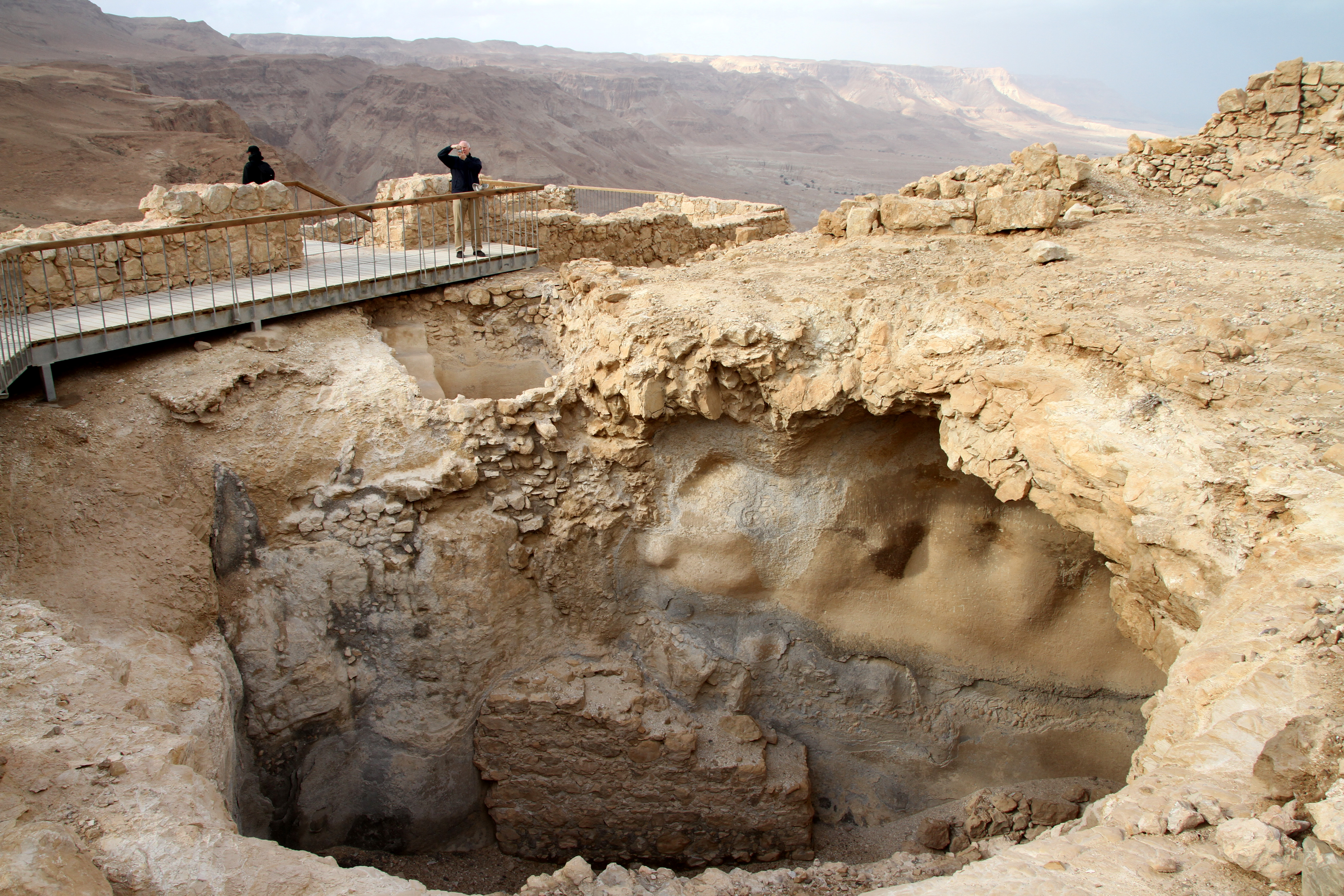
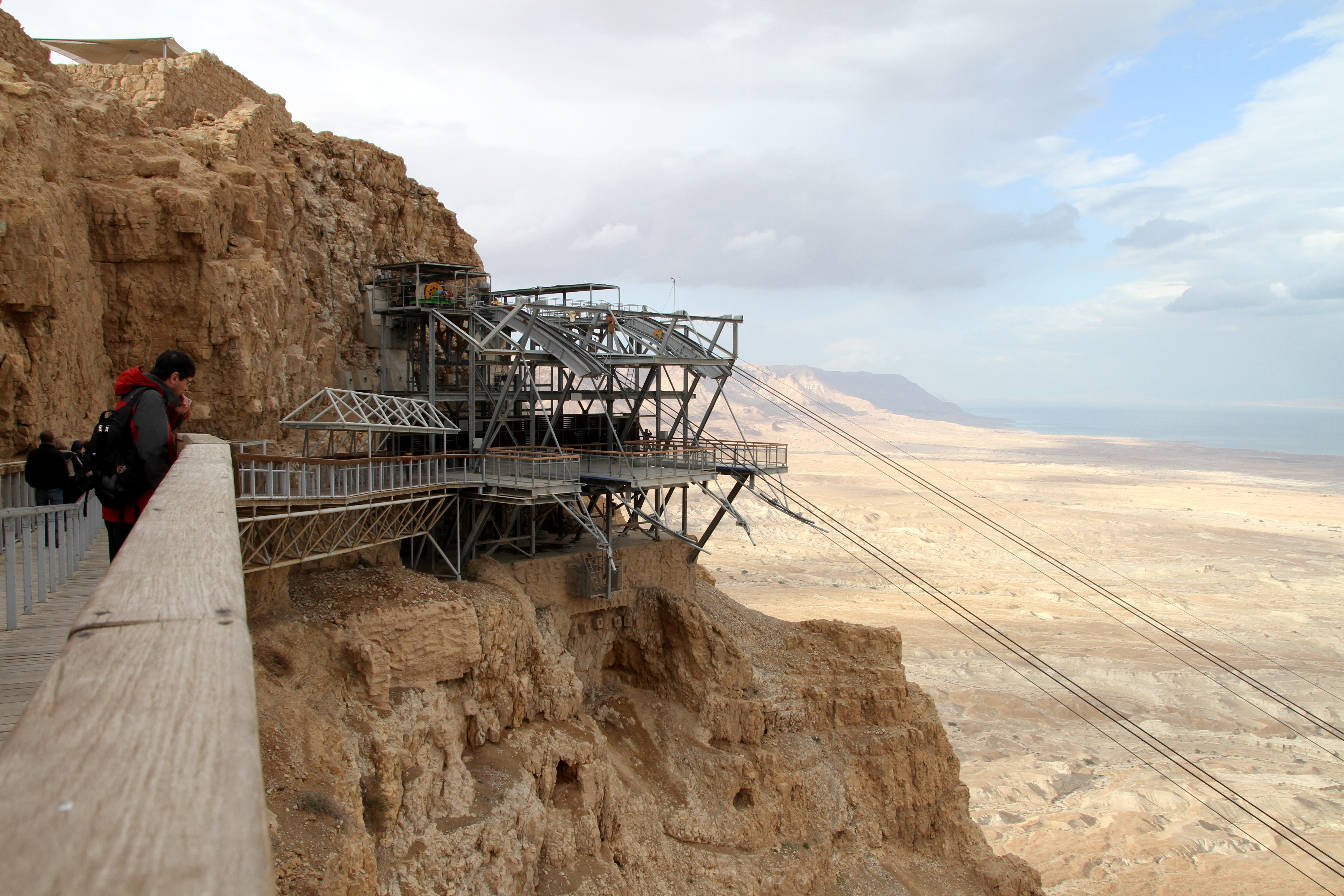